# Siestedt
Siestedt este o comună din landul Saxonia-Anhalt, Germania.